# Philoliche virgata
Philoliche virgata är en tvåvingeart som först beskrevs av Austen 1911.  Philoliche virgata ingår i släktet Philoliche och familjen bromsar.
Artens utbredningsområde är Kongo. Inga underarter finns listade i Catalogue of Life.